# Валтарій (король лангобардів)
Валтарій (†546), король лангобардів (540—546), третій син Вако та його дружини Сілінги. Оскільки він був ще дитиною, то лангобардами правив Алдуїн, який, імовірно, убив Валтарія до досягнення ним повноліття.